# Ołeksandr Tiehajew
Ołeksandr Wjaczesławowicz Tiehajew (ukr. Олександр В'ячеславович Тєгаєв; ur. 5 września 1975) – ukraiński piłkarz, grający na pozycji napastnika.

## Kariera piłkarska

### Kariera klubowa
Wychowanek Szkoły Sportowej Dnipro-75 Dniepropetrowsk. Pierwszy trener – Ihor Wietrohonow. W 1992 w wieku 15 lat rozpoczął karierę piłkarską w podstawowym składzie Dnipra Dniepropetrowsk. 7 maja 1992 roku debiutował w Wyszczej Lidze w meczu z Dynamem Kijów (0:1). Nieczęsto wychodził na boisko, dlatego przeszedł do Szachtara Pawłohrad, a potem do Wiktora Zaporoże. W 1996 zakończył karierę piłkarską w Metałurhu Nowomoskowsk.

## Sukcesy i odznaczenia

### Sukcesy klubowe
- brązowy medalista Mistrzostw Ukrainy: 1992

### Odznaczenia
- nagrodzony tytułem Mistrza Sportu Ukrainy: 1992